# Fürth járás
Fürth járás egy járás Bajorországban. Fürth járás Ansbach, Neustadt an der Aisch-Bad Windsheim, Erlangen-Höchstadt, Erlangen, Fürth, Nürnberg és Roth járásokkal határos. Lakosainak száma 116 193 fő (2017. december 31.).

## Népesség
A járás népessége az elmúlt években az alábbi módon változott:
| Lakosok száma | 75 261 | 93 861 | 113 959 | 114 513 | 113 847 | 114 291 | 115 971 | 116 193 |
|               | 1970   | 1987   | 2012    | 2013    | 2014    | 2015    | 2016    | 2017    |